# Javier Moracho
Javier Moracho Torrente (* 18. srpna 1957, Monzón) je bývalý španělský atlet, jehož specializací byly krátké překážkové běhy.

## Kariéra
V roce 1975 získal stříbrnou medaili (110 m př.) na juniorském mistrovství Evropy v Athénách. V roce 1979 vybojoval bronz na Středomořských hrách ve Splitu a na následujících hrách v Casablance v roce 1983 bral zlato. Na Mistrovství Evropy v atletice 1982 v Athénách a na prvním ročníku MS v atletice 1983 v Helsinkách skončil v semifinále.

### Halové ME
Největší úspěchy své kariéry zaznamenal na halovém ME. V roce 1980 na šampionátu v západoněmeckém Sindelfingenu vybojoval bronz v běhu na 60 metrů překážek a o rok později v Grenoblu získal stříbro (50 m překážek).
Na halovém ME 1984 v Göteborgu doběhl ve finále těsně pod stupni vítězů, v čase 7,78 s na 4. místě. O jednu setinu sekundy byl rychlejší československý překážkář Jiří Hudec, který tak vybojoval bronz. V roce 1986 se stal v Madridu halovým mistrem Evropy. Na halovém ME 1979 ve Vídni a na halovém ME 1988 v Budapešti obsadil ve finále šestá místa.

### Olympijské hry
Třikrát reprezentoval na letních olympijských hrách (Moskva 1980, Los Angeles 1984, Soul 1988). Nejlepšího výsledku dosáhl na své první olympiádě v Moskvě v roce 1980, kde se probojoval do finále běhu na 110 metrů překážek, a obsadil v něm časem 13,78 s 7. místo.